# ブランディワインの戦い
ブランディワインの戦い、またはブランディワイン川の戦い（英: Battle of Brandywine）は、アメリカ独立戦争中のフィラデルフィア方面作戦の一部として、1777年9月11日にペンシルベニア州デラウェア郡チャズフォード近辺とブランディワイン川で行われた大陸軍とイギリス軍との間の戦闘である。戦いはイギリス軍の大勝に終わり、アメリカ革命政府の首都であるフィラデルフィア市の防御がなくなった。イギリス軍は9月26日にフィラデルフィアを占領し、それは1778年6月まで続くことになった

## 背景
1777年7月下旬に、ニュージャージー海岸のサンディフックから34日間もの悲惨な旅の後で、イギリス軍のウィリアム・ハウ将軍麾下17,000名ほどの軍隊が260隻以上の艦隊でメリーランド州エルク川河口に上陸した。そこはチェサピーク湾の北の奥、現在のエルクトン近くであり、フィラデルフィアの約40マイルないし50マイル (60～80 km) 南西にあたる。細い河口が浅く泥が多かったために上陸は難渋を極めた。
ジョージ・ワシントン将軍は約20,600名の大陸軍をエルク川河口とフィラデルフィアの間に置いていた。大陸軍はイギリス軍の上陸を北東に約9マイル (14 km) ほど離れたアイアンヒルから偵察することができた。上陸に手間取ったハウ軍は通常のキャンプも張らずに進軍を始めた。その結果ワシントンは正確に敵の勢力を掴めなかった。
ワシントンは、クッチ橋での小競り合いやニューポートに近いレッドクレイ・クリーク沿いの防御的宿営地を慌てて放棄した後で、イギリス軍に対抗するために最終的にチャズフォード（フォード(ford)は浅瀬）近くの高台を選んだ。チャズフォードはボルティモアとフィラデルフィアを結ぶ道路をブランディワイン川が横切る要衝だった。9月9日、ワシントンはここで戦闘が起こることを期待して、チャズフォードの上下流の浅瀬を守るように部隊を配置した。チャズフォードの数百ヤード南のパイルズフォードには約1,000名のペンシルベニア民兵を率いたジョン・アームストロング将軍を置き、そこからチャズフォードにかけてはアンソニー・ウェイン将軍とナサニエル・グリーン将軍の師団を配置した。ジョン・サリバン将軍の師団はブランディワイン川の東岸に沿って北に展開し、アダム・スティーブン将軍とスターリング将軍の部隊とともにチャズフォードの北の高台を守った。さらに川の上流ではモーゼス・ヘイズン大佐の旅団がバッフィントンフォードとウィスターズフォードを守った。ワシントンはこれで十分だと思っていた。
イギリス軍はケネットスクェアの近くに集結した。ハウは準備の整った大陸軍に全面的な戦いを仕掛けようとは考えていなかった。その代わりにロングアイランドの戦いで用いたような側面攻撃を採用した。ヴィルヘルム・フォン・クニプハウゼン指揮下の約5,000名の部隊がチャズフォードでワシントンの軍と向き合う。一方で、チャールズ・コーンウォリス指揮下の残りの部隊は北のトリンブルズフォードでブランディワイン川西支流を渡り、続いて東のジェフェリスフォード（ここはワシントンが見過ごしていた）で東支流を渡り、そこから南下して大陸軍の側面を攻撃する、という作戦だった。

## 戦闘
9月11日の朝は濃霧が発生し、大陸軍はイギリス軍の動きを正確に把握できなかった。ワシントンは、イギリス軍の動きについて事実と異なる報告を受けていたので、イギリス軍の主力がチャズフォードを攻めてくるものと信じていた。午後2時頃、イギリス軍が大陸軍の右翼に現れた。ヘイズンの旅団が側面を衝かれ、サリバン、スティーブン、およびスターリングの部隊が予期せぬイギリス軍に対抗するために部隊の配置を変えようとした。ハウは攻撃を急がなかったため、大陸軍はチャズフォードの北約1マイル (1.6 km) にあるバーミンガム集会所のある高台に部隊を配置できた。4時までにイギリス軍はスティーブンとスターリングの師団を攻撃し、これを破った。サリバンは集会所の丘近くでスターリング隊の側面を衝こうとしていたドイツ人傭兵部隊の一隊を攻撃し、スターリング隊が撤退できるように時間を稼いだ。しかし、サリバンの部隊はイギリス軍の反撃にあって撤退を余儀なくされた。
この時点で、ワシントンとグリーンの援軍が集会所の丘を占拠したイギリス軍を止めるために到着した。サリバン、スティーブン、およびスターリング師団の残党は、追撃するイギリス軍に対し1時間近く持ちこたえたが、遂に撤退した。砲兵隊の馬がほとんど全て殺されたために、大陸軍は集会所の丘の多くの大砲を放棄することとなった。

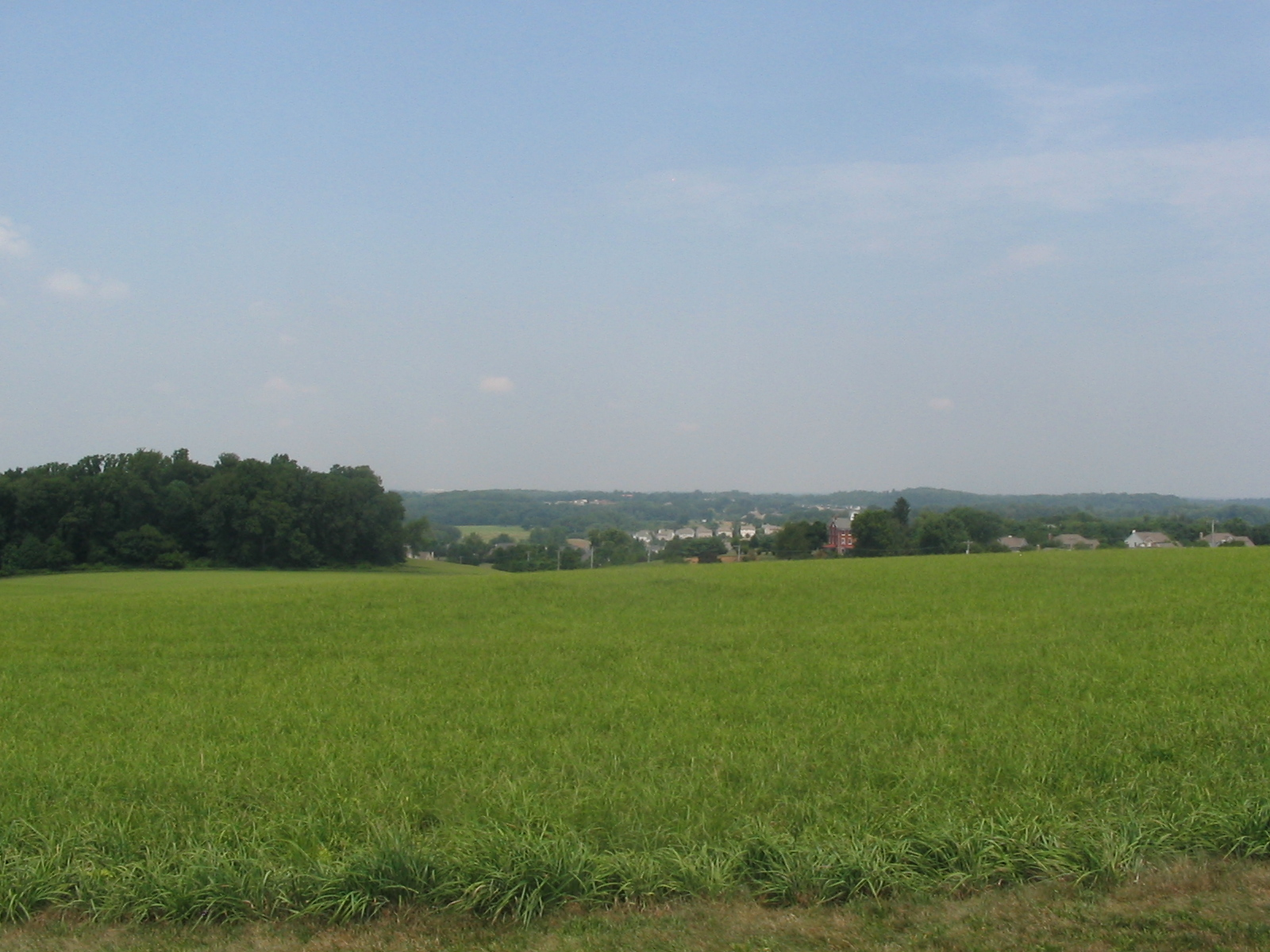
今日の戦場跡、集会所の丘の南

クニプハウゼンはチャズフォードを渡り、ブランディワイン川の東岸で弱体化した大陸軍中央を攻撃した。クニプハウゼンはマクスウェルとウェインの師団を撤退させ、大陸軍の大砲を鹵獲した。アームストロングの民兵隊は戦闘に参加することなく陣地から撤退した。はるか北方では、グリーンがウィードン大佐の部隊を送って、大陸軍の他部隊の撤退時間を稼ぐためにディルワース郊外の道を守らせ、イギリス軍の追撃を妨害した。暗闇が訪れるとイギリス軍の追撃も緩み、ウィードン隊も撤退できた。大陸軍はチェスターまで後退した。大半がそこに到着したのは真夜中であり、その後も翌朝まで逃げてきた者の到着が続いた。

## 損失

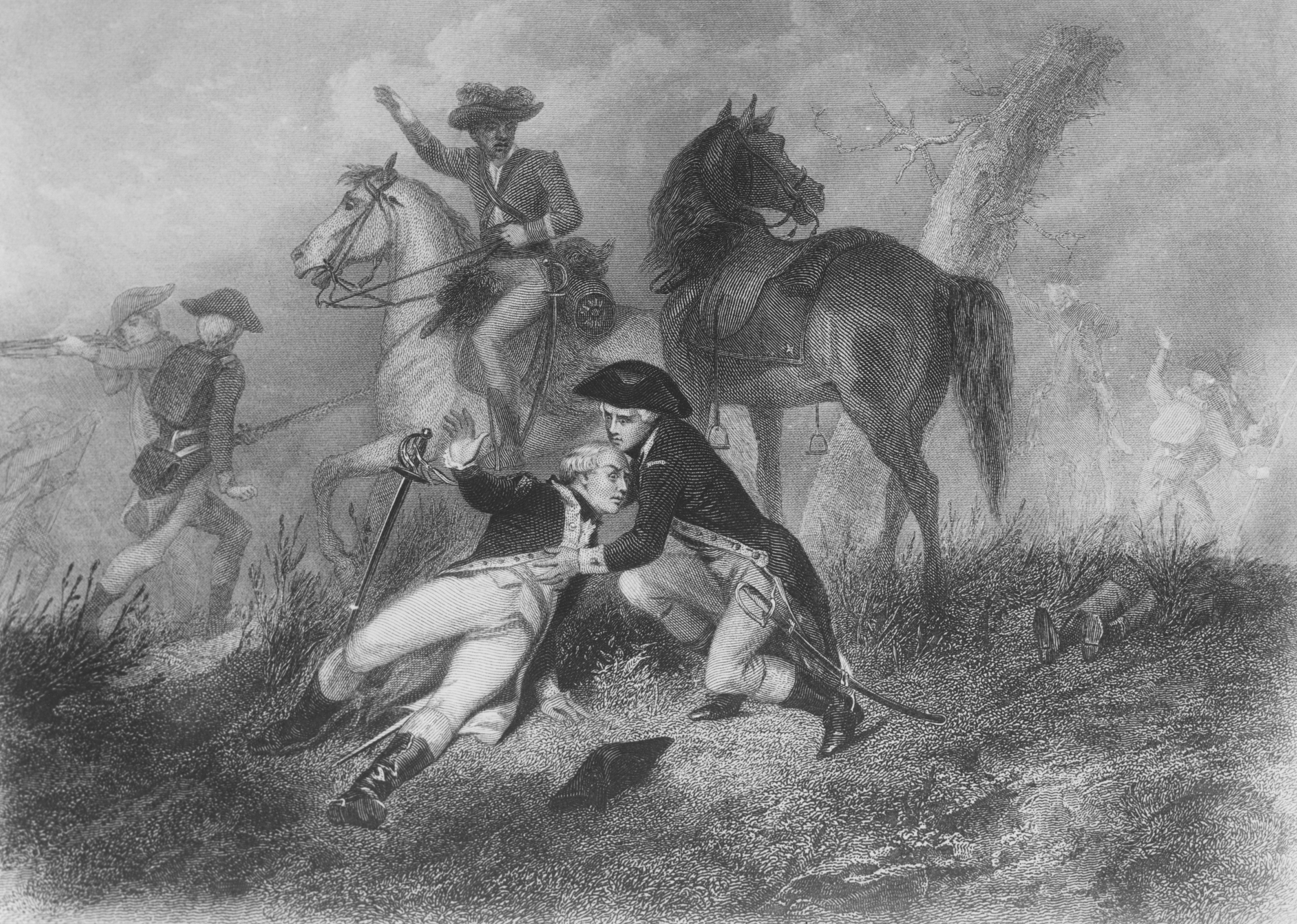
負傷したラファイエット

この戦闘でイギリス軍の公式な損失は総計587名となっている。93名が戦死し（士官8名、下士官7名、兵卒78名）、488名が負傷した（士官49名、下士官40名、鼓手4名、兵卒395名）。また6名は行方不明となった。イギリス軍の損失のうち40名だけはドイツ人傭兵だった。歴史家のトマス・J・マクガイアは「アメリカ人によるイギリス軍損失の推計は2,000名にもなっており、遠くからの観察や大雑把で信頼できない報告に基づいていた」と記している。
ブランディワインの戦いでの大陸軍の損失については公式のものにしろそうでないにしろ報告が公表されたことは無かった。その証言の大半はイギリス軍側のものだった。イギリス軍士官による当初の報告の一つでは、大陸軍の損失を200名以上の戦死、約750名の負傷、および400名が負傷せずに捕虜になっていた。ハウ将軍の参謀の一人は、400名の反乱者が勝利側によって戦場で埋葬されたと主張した。別のイギリス軍士官は「敵は戦場で502名が戦死した」と記した。ハウ将軍がイギリスの陸軍大臣ジョージ・ジャーメインに送った報告書では、大陸軍は「約300名が戦死、600名が負傷、および400名近くが捕虜になった」と言っていた。
大陸軍のナサニエル・グリーン将軍によるある程度確かな数字では、ワシントン軍が1,200名ないし1,300名を失ったと推計していた。
大陸軍の350名の負傷兵は9月14日に、ディルワースのイギリス軍宿営地からウィルミントンに新しく作られた病院に移された。このことは、ハウが報告した「400名近い」捕虜のうち約40名だけが無傷で降伏したことを示唆している。
仮にグリーン将軍の大陸軍損失総計が正確なものであるとすれば、1,160名ないし1,260名の兵士が戦場で戦死または負傷となる。イギリス軍は大陸軍の大砲14門のうち11門も捕獲した。

## 戦闘の後

第7ペンシルベニア連隊旗、ブランディワイン軍旗と呼ばれるようになった

ワシントンは右翼をがら空きにするという大きな誤りを犯して敗北した。サリバン、スターリング、およびスティーブン師団の奮戦がなければ大陸軍は壊滅していた可能性が高い。一方、ハウは大陸軍を打ち破ったが、2年前のバンカーヒルの戦いにて多大な損害を被った経験から慎重になり過ぎ、大陸軍の右翼を衝くことに固執して大半の大陸軍を取り逃がした。ハウは予想外の抵抗に遭って追撃に失敗したため、大陸軍の士気は落ちなかった。
その後の両軍は、9月20日から21日にかけての夜に起こったパオリの虐殺のような小競り合いに終止した。
大陸会議はフィラデルフィアを放棄し、まず1日のみランカスターに、続いてヨークに移った。大陸軍の物資は9月26日にレディングに移された。イギリス軍は9月26日に抵抗されることなくフィラデルフィア市内に入った。